# Associação de Karate de Portugal
A Associação de Karate de Portugal (AK - P) é um associação portuguesa de promoção e desenvolvimento do caratê e do Ryukyu Kobudo, é filiada à World Union Karate Do Organization (WUKO).[carece de fontes?]

## História
Em 1983 e 1984 foram pela primeira vez realizadas provas de selecção com a participação de todas as Associações Nacionais existentes, supervisionadas pela Comissão Directiva de Artes Marciais, sendo aprovadas pela Secretaria de Estado de Desportos. Processo inédito e despoletado pela Associação Karate Do Portugal.